# Крістофер Мінц-Плассе
Крістофер Чарльз Мінц-Плассе (англ. Christopher Charles Mintz-Plasse; нар. 20 червня 1989, Лос-Анджелес, Каліфорнія, США) — американський актор. Відомий ролями у фільмах «Пипець», «Дорослі забави» і «Суперперці».

## Біографія
Крістофер Мінц-Плассе народився в Лос-Анджелесі 20 червня 1989 року в родині шкільного консультанта Елен Мінц і листоноші Рея Плассе. У 2004 році вступив до школи «Каміно реаль». Дебютним для нього став фільм «Суперперці». У фільмі «Пипець» спочатку Крістофер пробувався на роль Піпця, але режисерові Метью Вону так не подобалися всі його дії, що роль Кривавого Угару він отримав тут же.
Знімався в вебсеріалі, присвяченій грі Far Cry 3 під назвою «Far Cry Experience», де зіграв одну з головних ролей разом з Майклом Мендо. Брав участь в зйомці кліпів Ready гурту Kodaline і U Do not Know виконавців Елісон Уандерленд і Уейна Койне.
Крістофер озвучив Рибонога у всіх частинах франшизи «Як приборкати дракона». У 2014 і 2016 роках виконав роль Скуні в ділогіі «Сусіди». У 2020 році знявся в трилері «Перспективна дівчина» з Кері Малліган в головній ролі.

## Фільмографія

### Фільми
| Рік  |    | Українська назва                               | Оригінальна назва             | Роль                        |
| ---- | -- | ---------------------------------------------- | ----------------------------- | --------------------------- |
| 2007 | ф  | Суперперці                                     | Superbad                      | Фогель (МакТрахер)          |
| 2008 | ф  | Дорослі забави                                 | Role Models                   | Оґі Фаркес                  |
| 2009 | ф  | Початок часів                                  | Year One                      | Ісаак                       |
| 2010 | ф  | Пипець                                         | Kick-Ass                      | Кріс Д'Аміко / Кривавий чад |
| 2010 | мф | Як приборкати дракона                          | How to Train Your Dragon      | Рибоніг (озвучка)           |
| 2010 | ф  | Мармадюк                                       | Marmaduke                     | Джузеппе (озвучка)          |
| 2011 | ф  | Ніч страху                                     | Fright Night                  | Ед Томпсон                  |
| 2012 | мф | Паранорман                                     | ParaNorman                    | Елвін (озвучка)             |
| 2012 | кф | Фар Край на власному досвіді                   | The Far Cry Experience        | Кріс                        |
| 2012 | ф  | Ідеальний голос                                | Pitch Perfect                 | Томмі                       |
| 2013 | ф  | Movie 43                                       | Movie 43                      | Майкі                       |
| 2013 | ф  | З ким переспати?!!                             | The To Do List                | Даффі                       |
| 2013 | ф  | Кінець світу 2013: Апокаліпсис по-голлівудськи | This Is the End               | Крістофер Мінц-Плассе       |
| 2013 | ф  | Пипець 2                                       | Kick-Ass 2: Balls to the Wall | Кріс Д'Аміко / мазафакер    |
| 2014 | ф  | Сусіди                                         | Neighbours                    | Скуні                       |
| 2014 | мф | Як приборкати дракона 2                        | How to Train Your Dragon 2    | Рибоніг (озвучка)           |
| 2015 | ф  | Ярлик                                          | Tag                           | Джейкоб                     |
| 2016 | ф  | Знайти роботу                                  | Get a Job                     | Ітан                        |
| 2016 | ф  | Сусіди 2                                       | Neighbors 2: Sorority Rising  | Скуні                       |
| 2016 | мф | Тролі                                          | Trolls                        | Принц Хрящ (озвучка)        |
| 2017 | ф  | Горе-творець                                   | The Disaster Artist           | Сід (видалені сцени)        |
| 2019 | мф | Як приборкати дракона 3                        | How to Train Your Dragon 3    | Рибоніг (озвучка)           |
| 2020 | ф  | Перспективна дівчина                           | Promising Young Woman         | Ніл                         |
| 2020 | мф | Тролі 2: Світове турне                         | Trolls World Tour             | Принц Хрящ (озвучка)        |
| 2022 | ф  | Товариство честі                               | Honor Society                 | містер Кельвін              |
| 2023 | мф | Тролі 3                                        | Trolls Band Together          | Принц Хрящ (озвучка)        |

### Телебачення
| Рік       |    | Українська назва   | Оригінальна назва  | Роль                                         |
| --------- | -- | ------------------ | ------------------ | -------------------------------------------- |
| 2007      | с  |                    | Wainy Days         | ескізний робітник №2 (Епізод: "Tough Guy")   |
| 2010      | с  | Майстри вечірок    | Party Down         | Кент (Епізод: "Steve Guttenberg's Birthday") |
| 2012—2018 | мс | Дракони            | DreamWorks Dragons | Рибоніг (102 епізоди)                        |
| 2016      | мс |                    | Sanjay and Craig   | Ренді Нудман (Епізод: "Dude Snake Nood")     |
| 2016      | с  |                    | Flaked             | Тофер (3 епізоди)                            |
| 2016—2017 | с  | У чотирьох стінах  | The Great Indoors  | журналіст Кларк Робертс (22 епізоди)         |
| 2018      | с  | Стен проти сил зла | Stan Against Evil  | Зак (Епізод: "Vampire Creek")                |